# Километраж
Километраж, скоростомер или спидометър (на английски: Speedometer) е електронно или механично устройство, който измерва и показва моментната скорост на превозното средство, задвижвано от двигател или без такъв.
Сега универсално пригодени за моторни превозни средства, те за първи път започват да се използват като опции през 1900 г., а като стандартно оборудване от около 1910 г. Скоростометрите в някои превозни средства имат конкретни имена и използват други средства за определяне на скоростта. Например скоростта при придвижване във вода е възел, а за самолети, ракети, балони и тр. това е индикатор за скорост във въздуха, като максималната достигната е свръхвукова или общо казано - скоростта на звука (Мах 1).

## Създатели
За създател на съвремения километраж се смята англичанинът Чарлз Беббъри, който създава най-ранният тип скоростомер, който се поставял в локомотиви.
Електрическият скоростомер е изобретен от хърватина Йосип Белушич през 1888 г. и първоначално се е наричал скоромер.